# Yukiya Arashiro
Yukiya Arashiro (født 22. september 1984) er en japansk professionel cykelrytter, som cykler for det professionelle cykelhold Team Solution Tech-Vini Fantini.